# Terra (blokklánc)
A Terra (más néven Terra 2.0) blokklánc elődje, a Terra Classic összeomlása után jött létre. A két blokklánc működése szinte megegyezően azonos. Az eredeti elképzelés szerint a fejlesztők átköltöztették volna a korábbi láncon lévő projektjeiket, a felhasználók pedig újonnan létrehozott érmékkel lettek volna kárpótolva. A régi láncon LUNC és USTC coinokkal rendelkező felhasználók valóban részesültek az új LUNA airdropból, azonban fejlesztői oldalról nem történt meg az adoptáció, így jelenleg az új Terra blokkláncon nincsenek valós, piaci értékkel bíró projektek. A Terra megbízhatóságát tovább árnyalja, hogy alapítója ellen jelenleg nemzetközi elfogatóparancs van érvényben. Az új Terra lánc két coinja, a LUNA és az UST az induláskor új logót kapott.